# Jürgen Baumert
Jürgen Baumert (* 3. November 1941 in Schöningen) ist ein deutscher Bildungsforscher, der vor allem durch seine Beiträge zur PISA-Studie bekannt geworden ist. Von 2006 bis 2008 war er Vizepräsident der Max-Planck-Gesellschaft.

## Leben
Das Abitur legte er 1961 in Schöningen ab. Es folgte ein Studium der klassischen Philologie, Geschichte, Philosophie und Leibeserziehung an den Universitäten Göttingen, Freiburg, Hamburg und Tübingen, unterstützt durch die Studienstiftung des deutschen Volkes. Baumert wurde 1968 in Klassischer Philologie und Philosophie an der Universität Tübingen promoviert.
Im Anschluss studierte er Psychologie und Erziehungswissenschaften an den Universitäten Würzburg und Berlin und habilitierte sich in Erziehungswissenschaft an der Freien Universität (FU) Berlin (1982).
Baumert war Senior Research Scientist am Max-Planck-Institut für Bildungsforschung Berlin (1982–1991), außerplanmäßiger Professor für Erziehungswissenschaften FU Berlin (1989), Professor für Erziehungswissenschaften in Kiel (1991–1996) und Direktor am IPN, Honorarprofessor für Erziehungswissenschaften, Humboldt-Universität zu Berlin (1996), Direktor und Wissenschaftliches Mitglied am Max-Planck-Institut für Bildungsforschung von 1996 bis 2010; am 30. Juni 2010 wurde er emeritiert.
Er ist Mitglied des Wissenschaftlichen Beirats am „Jacobs Center on Lifelong Learning and Institutional Development“ in Bremen, Mitglied der Leopoldina (seit 2004) und der International Academy of Education.

## Auszeichnungen
- Europäischer Latsis-Preis European Science Foundation (ESF) (1999)
- Franz-Emanuel-Weinert-Preis (2002)
- Ehrendoktor der Universität Fribourg (Schweiz) und der Martin-Luther-Universität Halle-Wittenberg
- Bundesverdienstkreuz am Bande (2004)
- Arthur-Burkhardt-Preis (2004)
- Carl Friedrich von Weizsäcker-Preis (2012)
- Honorarprofessur am Institut für Pädagogik der Christian-Albrechts-Universität zu Kiel
- GEBF-Preis für das Lebenswerk (Gesellschaft für Empirische Bildungsforschung, 2019)

## Wissenschaftliche Schwerpunkte
Lehr-/Lernforschung, kognitive und motivationale Entwicklung im Jugendalter, internationale Schulleistungsvergleiche, Entwicklung von Bildungssystemen